# Inglisia australis
Inglisia australis är en insektsart som beskrevs av Hempel 1937. Inglisia australis ingår i släktet Inglisia och familjen skålsköldlöss. Inga underarter finns listade i Catalogue of Life.